# Бакинський тролейбус
Бакинський тролейбус — мережа громадського електротранспорту міста Баку. Здано в експлуатацію в 1941 р. Максимальна довжина — 300 км (1980-ті рр.) У 2004 р. закрита, мережа розібрана.

## Історія
Тролейбус в Баку з'явився в 1941 році. Основний етап розвитку мережі тролейбусів в Баку припав на 60-70-ті рр.. На початку 80-х мережа досягла максимальної довжини 300 км, при 32-х маршрутах. Мережа охоплювала також і деякі ближні передмістя Баку. Було два депо. Попри те що мережа тролейбусів інтенсивно розвивалася до 90-х рр.., Але вона поступалася в популярності серед населення, а також якістю наданих послуг порівняно з автотранспортом, метро і навіть трамваєм. Велика частина ліній тролейбусної мережі була збиткова, через слабку завантаженість. Лише 6 з 32 маршрутів були завантаженими і рентабельними. Все це не дозволило тролейбусу в Баку, адаптуватися в умовах ринкової економіки і вийти на рівень рентабельності, у зв'язку з чим тролейбусна мережа була закрита і розібрана в середині 2006 р. (був закритий останній працюючий маршрут № 16).

## Рухомий склад
Моделі перших тролейбусів не відомі. Першими відомими моделями були МТБ-82. У 60-ті рр. в Баку був налагоджений випуск тролейбусів марки БТЛ-62. З кінця 60-х в експлуатацію надходили моделі Škoda 9Tr, з 79-го р. Škoda 9TrH, з 1982 р. Škoda 14Tr, а в 80-му з'явилися й моделі радянського виробництва ЗиУ-9. 

## Модель БТЛ-62
Тролейбуси моделі БТЛ-62 [Архівовано 4 березня 2016 у Wayback Machine.] випускалися в Баку і являли собою автобус ЛАЗ-695Б, перероблений у тролейбус.